# Saint-Hippolyte (Haut-Rhin)
Saint-Hippolyte (Duits: Sankt Pilt) is een dorp in het oosten van Frankrijk. Het ligt in de Elzas aan de voet van de Vogezen, in het arrondissement Colmar-Ribeauvillé. Veel van de huizen zijn in vakwerk gebouwd. Vanuit Saint-Hippolyte gaat een weg naar kasteel Haut-Kœnigsbourg omhoog. Saint-Hippolyte ligt aan de wijnroute door de Elzas, een toeristische route langs wijngaarden van de Elzas. De gemeente telde 945 inwoners op 1 januari 2022.
Hoewel er op de plaats waar Saint-Hippolyte nu ligt ten tijde van de Romeinen al mensen woonden, telt het dat het dorp in de 8e eeuw door abbé Fulrad is gesticht.

## Geschiedenis
De gemeente maakte deel uit van het kanton Ribeauvillé tot dit in 2014 werd opgeheven en de gemeenten werden opgenomen in het kanton Sainte-Marie-aux-Mines. In 2015 werd ook het arrondissement Ribeauvillé opgeheven en werden de gemeente opgenomen in het nieuwe arrondissement Colmar-Ribeauvillé.

## Geografie
De oppervlakte van Saint-Hippolyte bedroeg op 1 januari 2022 17,86 vierkante kilometer; de bevolkingsdichtheid was toen 52,9 inwoners per km².

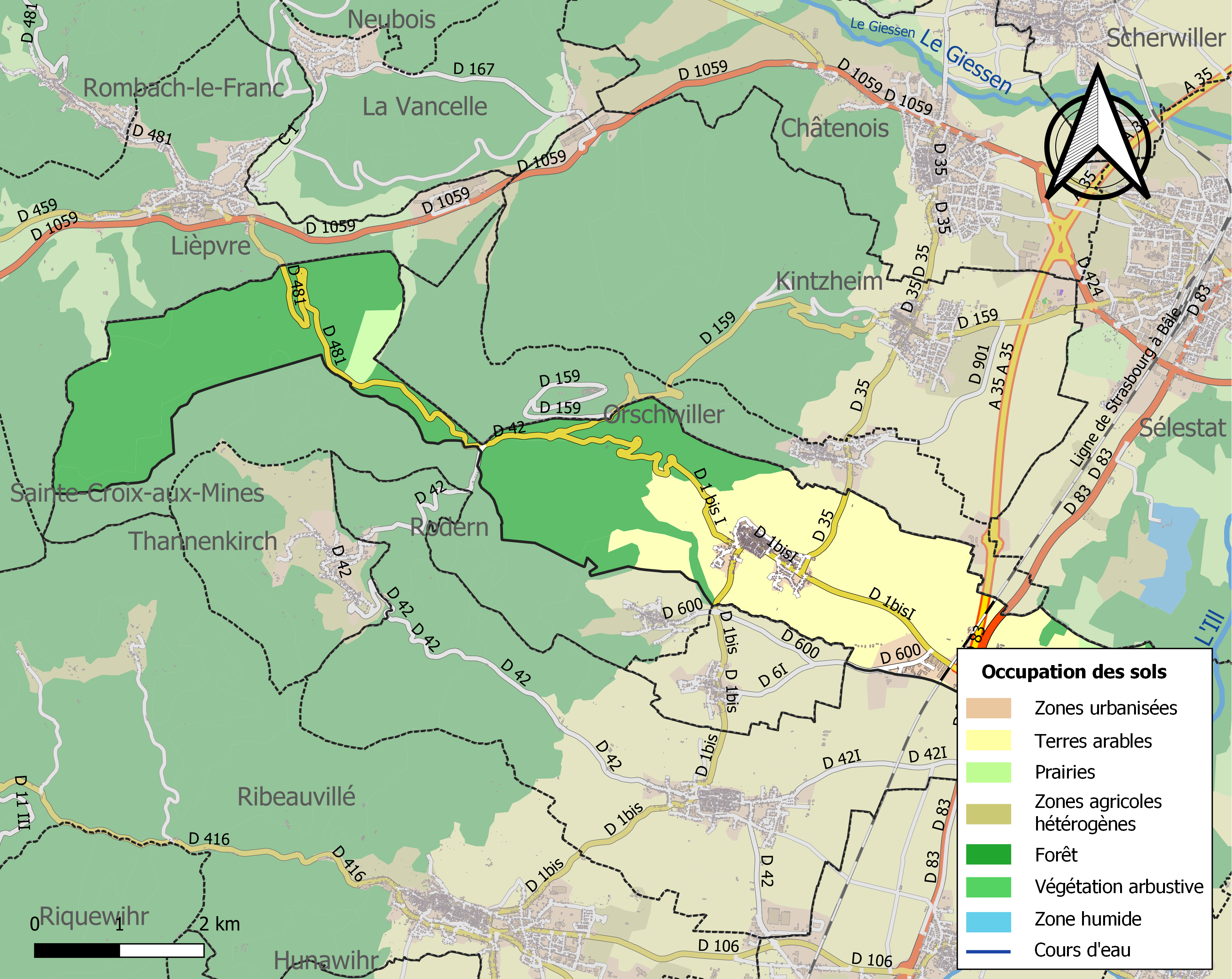
Kaart van de gemeente met de belangrijkste infrastructuur, bodemgebruik en omliggende gemeenten

## Demografie
Onderstaande figuur toont het verloop van het inwonertal (bron: INSEE-tellingen).

## Appendix

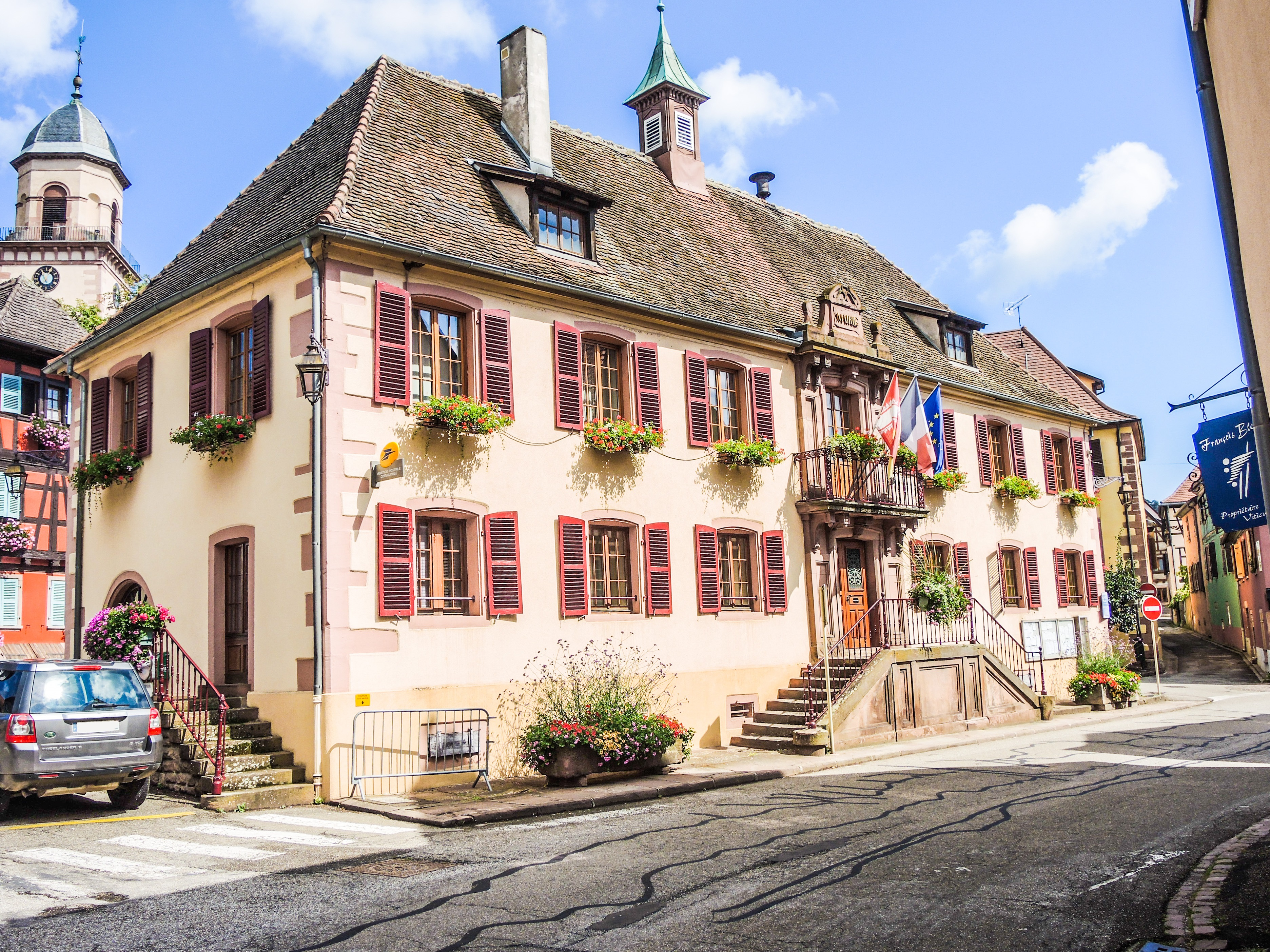
Gemeentehuis
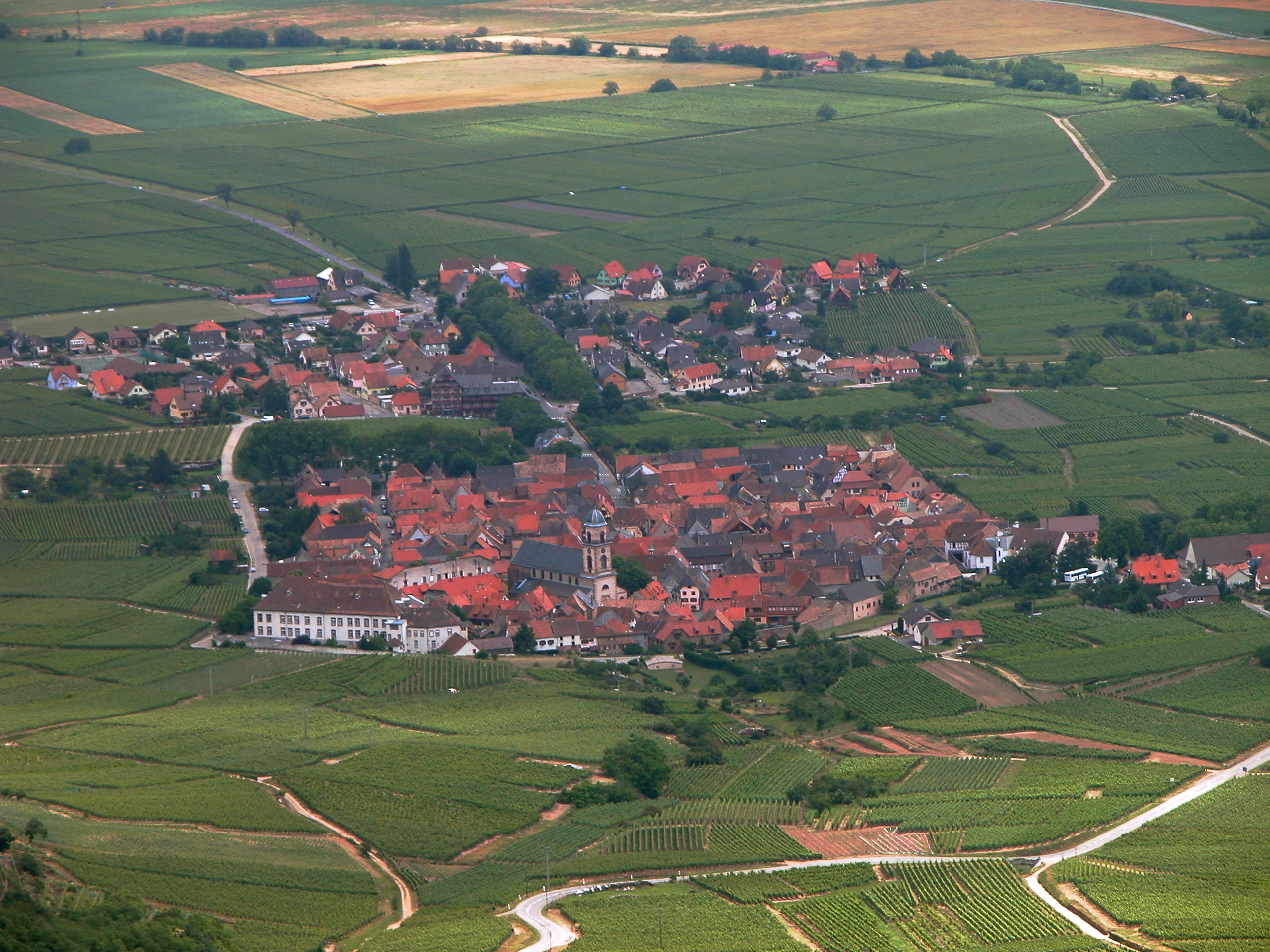
Gezicht op Saint-Hippolyte
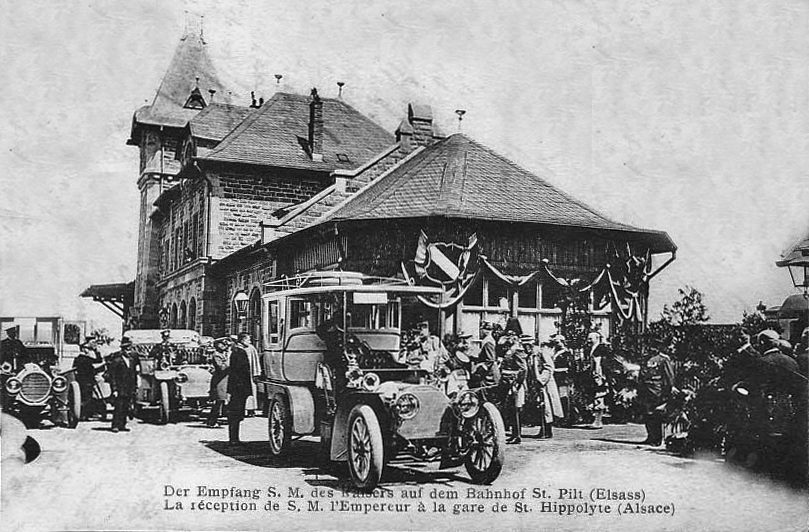
Station, 1905
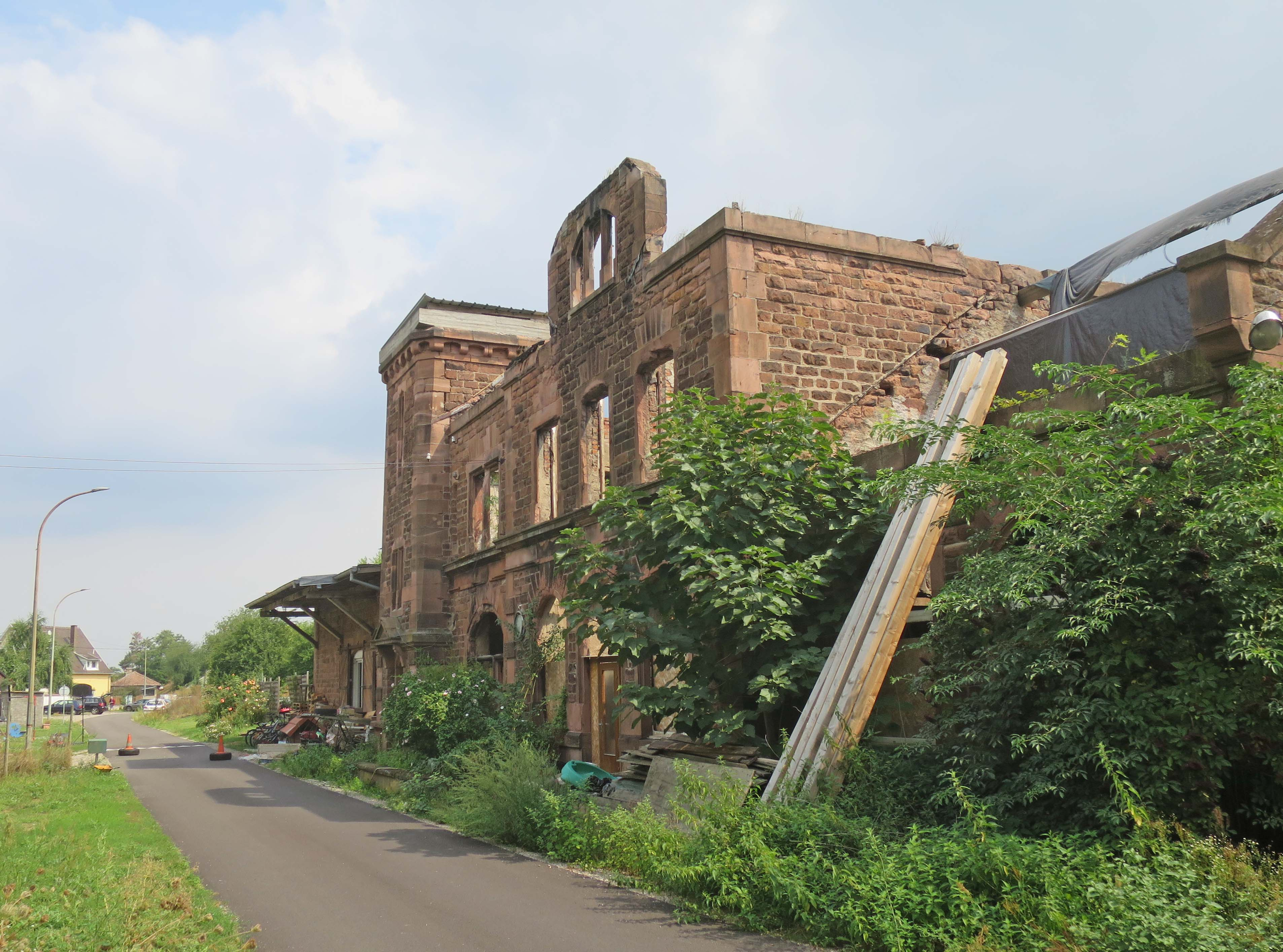
Station, 2022